# Gare d’Étigny - Véron
Gare d’Étigny - Véron vasútállomás Franciaországban, Étigny településen.

## Vasútvonalak
Az állomást az alábbi vasútvonalak érintik:
- Párizs–Marseille-vasútvonal

## Kapcsolódó állomások
A vasútállomáshoz az alábbi állomások vannak a legközelebb:
- Gare de Sens
- Gare de Villeneuve-sur-Yonne